# Hagen Doering
Hagen Doering (* 1971) ist ein deutscher Boxfunktionär und ehemaliger Boxer.

## Werdegang
Doering wurde 1988 als Kämpfer des TSC Berlin im Halbmittelgewicht Juniorenmeister der Deutschen Demokratischen Republik. In Berlin wurde er von Trainer Ulli Wegner betreut. Er bestritt für die DDR auch internationale Vergleichskämpfe. Er wurde im Jahr 1988 in Chaskowo im Mittelgewicht Silbermedaillengewinner der Jugendwettkämpfe der Freundschaft. Bei dem Turnier, an dem die besten Jugendboxer der sozialistischen Länder teilnahmen, unterlag er im Finale umstritten dem Kubaner Diosdado Poll. Ende März 1989 flüchtete Doering aus der DDR, indem er von einem Wettkampf in Helsinki nicht zurückkehrte, sondern nach West-Berlin ging. Im selben Jahr holte der Leverkusener Cheftrainer Valentin Silaghi Doering nach Leverkusen, er setzte dort seine Boxlaufbahn bei Bayer 04 Leverkusen fort, boxte für die Rheinländer in der Bundesliga und wurde 1990 unter Trainer Fritz Sdunek deutscher Vizemeister. Später erlangte Doering den Trainerschein und war als Kampfrichter tätig.
An der Freien Universität Berlin nahm Doering ein Studium der Rechtswissenschaft auf. 1995 wurde er CDU-Mitglied und saß bis 1999 in der Bezirksverordnetenversammlung Berlin-Weißensee. 1999 und 2001 trat Doering als Kandidat bei der Wahl zum Berliner Abgeordnetenhaus an, verpasste aber den Einzug. Als Referent gehörte Doering bis zum 2002 zum Mitarbeiterstab von Norbert Blüm.
Doering wechselte ins Berufsboxen, wurde beim Boxstall Sauerland 2002 Nachfolger von Matchmaker Jean-Marcel Nartz. Doerings Tätigkeit bei dem Boxstall wurde auch mit den Ämterbezeichnungen „technischer Leiter“, „Sportdirektor“ und „Sportkoordinator“ beschrieben. Die Zeitung Kurier bezeichnete ihn im Juni 2012 als „Europas wichtigsten Box-Matchmaker“ und „einen der wichtigsten Männer im europäischen Boxsport“. Ab Juni 2012 war Doering stellvertretender Vorsitzender des österreichischen Boxverbands. Im Juli 2014 endete seine Tätigkeit bei Sauerland, anschließend kam es zum Streit um die Abfindung, der ein Berliner Gericht beschäftigte.
Doering wurde beim Agon-Boxstall als Matchmaker und Sportdirektor tätig.
Im Jahr 2007 wurde er Mitglied des Vorstands der Boxabteilung des Berliner Vereins Hertha BSC und später Vorsitzender der Hertha-Boxabteilung. 2010 und 2014 bewarb er sich um einen Platz im Aufsichtsrat von Hertha BSC, wurde aber nicht in das Gremium gewählt.